# بات كوين (لاعب كرة قدم)
بات كوين (بالإنجليزية: Pat Quinn)‏ (1936 - 2020)، هو لاعب ومدرب كرة قدم اسكتلندي يلعب في مركزي مهاجم داخلي والهجوم. شارك مع منتخب اسكتلندا لكرة القدم. أما مع النوادي، فقد لعب مع نادي بلاكبول ونادي ماذرويل ونادي هيبرنيان ونادي إيست فيف وتورونتو سيتي ونادي ألبيون روفرز ورابطة كرة القدم الاسكتلندية الحادية عشر ‏.

## حياته
ولد يوم 26 أبريل 1936 في مدينة غلاسكو اسكتلندا. وتوفي يوم 12 يوليو 2020، عن عمر يناهز 84 عامًا.

## مسيرته الكروية
لعب بات كوين خلال مسيرته الاحترافية مع 4 أندية في ثمانية عشر موسمًا وسجل خلالها 117 هدف ضمن 425 مباراة. ولم يفز بأي موسم بالكأس أو بالدوري.
خاض بات كوين مسيرته مع نادي ماذرويل في موسم 1955–56 ليلعب معه ثمانية مواسم، مشاركًا في 196 مباراة سجل خلالها 83 هدفًا. ثم انتقل إلى نادي بلاكبول في موسم 1962–63 ولمدة موسمين، حيث شارك في 34 مباراة سجل خلالها 9 أهداف. لينتقل بعدها إلى نادي هيبرنيان في موسم 1963–64 ليلعب معه ستة مواسم، مشاركًا في 131 مباراة سجل خلالها 19 هدفًا. ثم انتقل إلى نادي إيست فيف في موسم 1969–70 ولمدة موسمين، مشاركًا في 64 مباراة سجل خلالها 6 أهداف.

## وصلات خارجية
- بات كوين على موقع الاتحاد الإسكتلندي (الإنجليزية)
- بات كوين على موقع قاعدة بيانات كرة القدم.إي يو (الإنجليزية)
- بات كوين على موقع ناشيونال فوتبول تيمز (الإنجليزية)